# Pupil Master
Pupil Master ist ein Begriff aus dem angloamerikanischen Rechtskreis. Er beschreibt den Ausbilder eines in Ausbildung stehenden Barrister.

## Begriffsinhalt
Der Ausgebildete, der Pupil, und der Ausbilder, der Pupil master, schließen einen Ausbildungsvertrag, worauf der Pupil Master die Tätigkeiten eines Anwalts dem Schüler beibringt. Dem Pupil Master nützt im Gegenzug die Arbeit des Schülers.
In England ist es so, dass ein Pupil Master die letzten fünf Jahre vor dem Beginn einer Pupillage durchgehend tätig gewesen sein muss und auf einer vom Inn aufgestellten Liste stehen muss. Ein Barrister, der andere Anwälte ausbilden möchte, muss zumindest zehn Jahre tätig gewesen sein, bevor er sich für diese Tätigkeit bewerben kann. Er muss auch entsprechende Standards des Bar Standards Board erfüllen.
Bis ins 20. Jahrhundert musste der Pupil den Pupil Master auch bezahlen.